# Philippe Mahut
Philippe Mahut (Lunery, 4 maart 1956 – Parijs, 8 februari 2014) was een Frans voetballer.

## Biografie
Mahut begon zijn carrière in 1974 bij Fontainebleau. In 1976 verhuisde hij naar Troyes AC. Zijn succesvolste periode kende hij bij FC Metz tussen 1978 en 1982. In deze periode werd hij ook international. 
Mahut speelde 9 keer voor de Franse nationale ploeg. Na 1982 speelde hij nog voor Racing Club de France, Quimper en Le Havre AC. 
Philippe Mahut overleed op 8 februari 2014, na een lang ziekbed.